# Yungay (Perú)

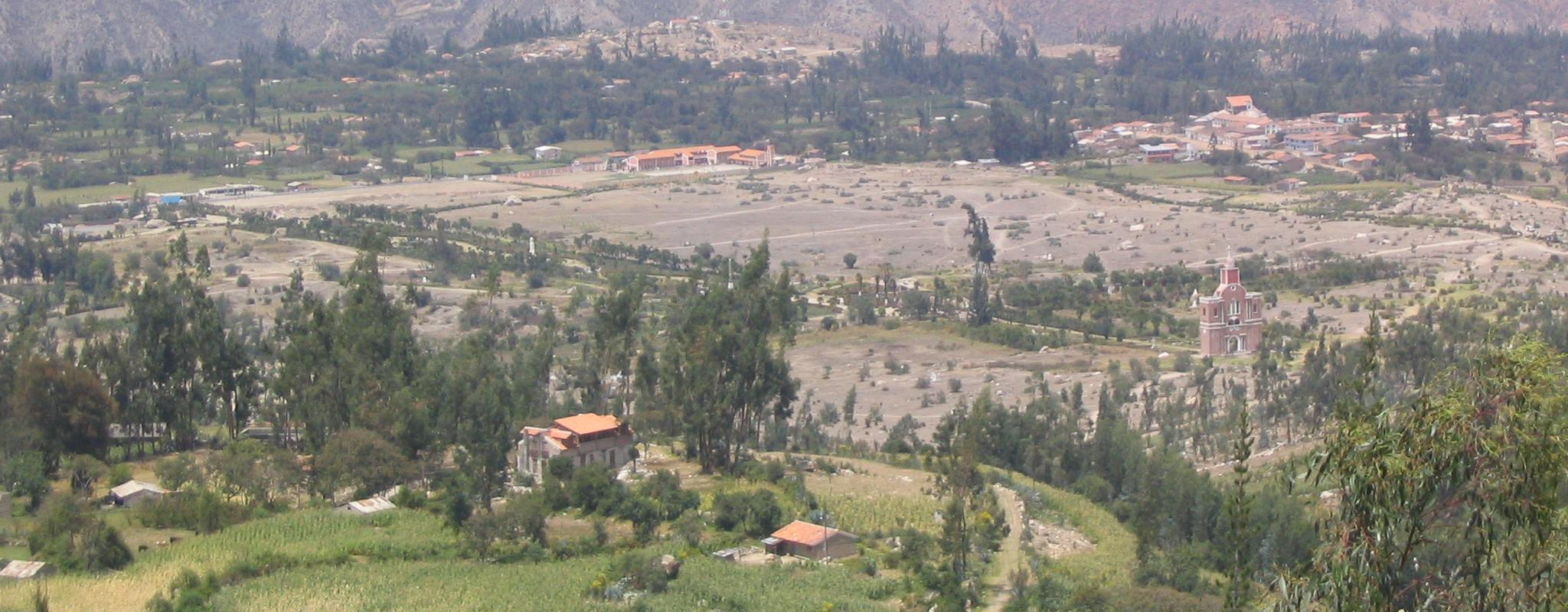
Antiguo emplazamiento de Yungay. Se observa una réplica de la fachada de su antigua iglesia.

Yungay (del quechua Yunkay '(lugar) de yunga'; también llamada Nueva Yungay, para diferenciarla de la antigua Santo Domingo de Yungay)  es una localidad peruana capital del distrito y de la provincia homónimos ubicados en el departamento de Áncash.
Fue fundada en julio de 1970, 2 km al norte de las ruinas de la ciudad colonial de Santo Domingo de Yungay establecida en 1540, que fue sepultada por un alud a consecuencia del terremoto de Áncash de 1970. Se halla en la zona central del Callejón de Huaylas a una altitud media de 2458 m s.n.m. y cuenta con una población urbana de 8000 habitantes aproximadamente.

## Geografía

### Ubicación
La ciudad se sitúa en la parte central de Áncash, en el valle del río Santa, denominado coloquialmente "Callejón de Huaylas" a unos 30 km de Huaraz, capital de la región.

### Clima
| Parámetros climáticos promedio de Yungay | Parámetros climáticos promedio de Yungay | Parámetros climáticos promedio de Yungay | Parámetros climáticos promedio de Yungay | Parámetros climáticos promedio de Yungay | Parámetros climáticos promedio de Yungay | Parámetros climáticos promedio de Yungay | Parámetros climáticos promedio de Yungay | Parámetros climáticos promedio de Yungay | Parámetros climáticos promedio de Yungay | Parámetros climáticos promedio de Yungay | Parámetros climáticos promedio de Yungay | Parámetros climáticos promedio de Yungay | Parámetros climáticos promedio de Yungay |
| Mes                                      | Ene.                                     | Feb.                                     | Mar.                                     | Abr.                                     | May.                                     | Jun.                                     | Jul.                                     | Ago.                                     | Sep.                                     | Oct.                                     | Nov.                                     | Dic.                                     | Anual                                    |
| ---------------------------------------- | ---------------------------------------- | ---------------------------------------- | ---------------------------------------- | ---------------------------------------- | ---------------------------------------- | ---------------------------------------- | ---------------------------------------- | ---------------------------------------- | ---------------------------------------- | ---------------------------------------- | ---------------------------------------- | ---------------------------------------- | ---------------------------------------- |
| Temp. máx. media (°C)                    | 23.1                                     | 22.7                                     | 23                                       | 22.9                                     | 22.6                                     | 23.5                                     | 23.7                                     | 23.7                                     | 23.9                                     | 23.4                                     | 23.5                                     | 23.6                                     | 23.3                                     |
| Temp. media (°C)                         | 16.5                                     | 16.5                                     | 16.5                                     | 16                                       | 15.1                                     | 14.8                                     | 14.6                                     | 14.6                                     | 15.4                                     | 15.8                                     | 16.1                                     | 16.3                                     | 15.7                                     |
| Temp. mín. media (°C)                    | 9.9                                      | 10.3                                     | 10                                       | 9.2                                      | 7.7                                      | 6.1                                      | 5.5                                      | 5.5                                      | 6.9                                      | 8.2                                      | 8.8                                      | 9.1                                      | 8.1                                      |
| Fuente: climate-data.org                 |                                          |                                          |                                          |                                          |                                          |                                          |                                          |                                          |                                          |                                          |                                          |                                          |                                          |

## Historia

#### Terremoto de 1970

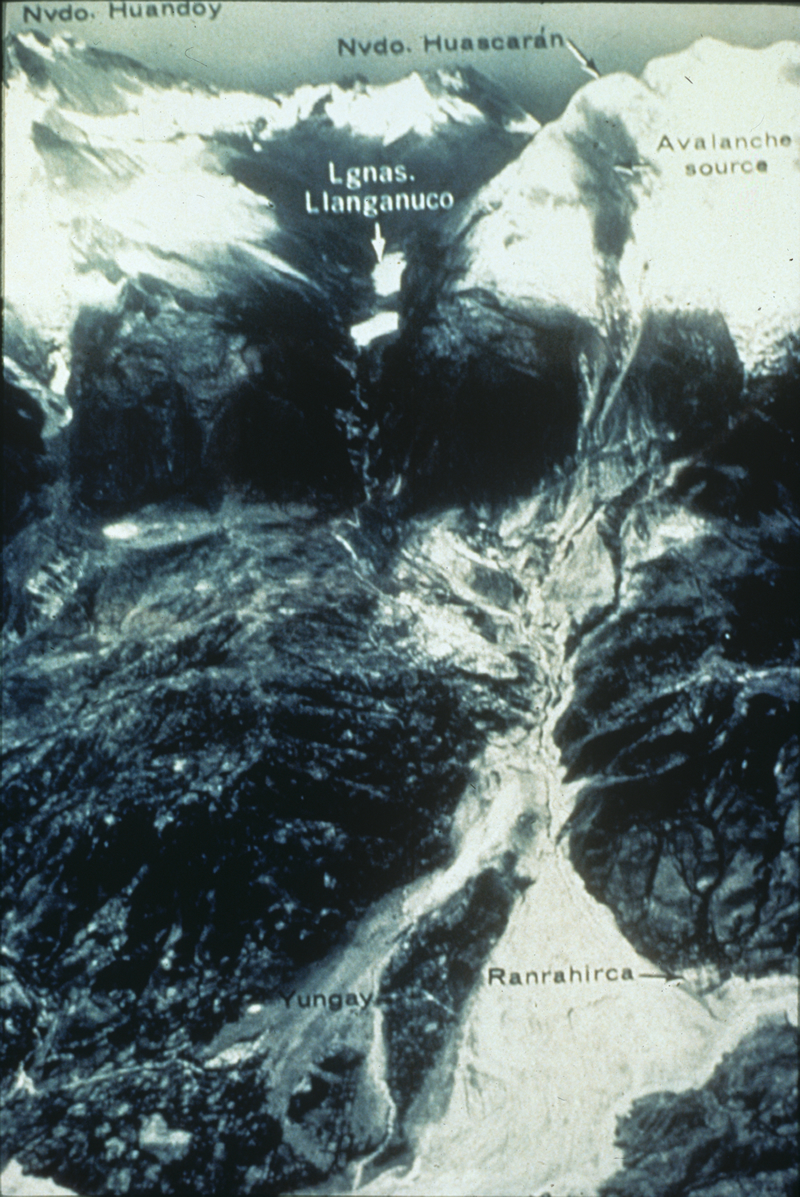
Vista aérea del alud del Huascarán que sepultó Yungay y Ranrahirca. Desaparecieron más de 10 000 habitantes.

El 31 de mayo de 1970, un severo terremoto (de magnitud 7.9) sacudió el valle. Por efectos del fuerte movimiento sísmico, un pedazo enorme de hielo, así como rocas, se desprendió del nevado Huascarán, cayendo verticalmente sobre pequeñas lagunas glaciares, que, luego, junto con las rocas, descendió hacia el valle a una velocidad cercana a los 200 kilómetros por hora, borrando del mapa al pueblo de Yungay. Se estima que la enorme parte separada por el alud medía 1000 m de ancho por 1500 m de largo y que en total se desprendieron más de 10 000 m³ de hielo y rocas del Huascarán.
En 1962, dos científicos estadounidenses, David Bernays y Charles Sawyer, habían informado de la existencia de un enorme bloque vertical de roca, cuya base estaba siendo socavada por un glaciar, lo que podría causar que cayera, arrasando Yungay. Según Sawyer, cuando informaron de este hecho en el periódico Expreso (27 de septiembre de 1962), el gobierno del general Ricardo Pérez Godoy les ordenó que se retractaran bajo amenaza de prisión; los científicos huyeron del país; a los ciudadanos se les prohibió hablar de la inminente catástrofe. Ocho años más tarde, la predicción se hizo realidad.

«...Sentimos un tremendo ruido que se presentaba de ambos lados... el ruido se asemejaba al de muchos aviones... no sabíamos por donde venía ni que pasaba, en esos momentos no nos acordábamos del Huascarán... Finalmente vimos el aluvión de lodo completamente negro con más de 40 metros de altura que avanzaba botando chispas de distintos colores...»
 Relato de una superviviente en 1970.

Esta tragedia dejó a más de 50 mil personas fallecidas en todo el país. Alrededor de 20 mil fallecidos fueron estimados para la Provincia de Yungay.
En la ciudad de Yungay solo 300 personas aproximadamente sobrevivieron. Actualmente existe un memorial por las personas que se encuentran sepultadas en el lugar. Este terremoto es considerado el peor desastre natural que haya golpeado la zona central de Sudamérica.

### Reubicación de la ciudad

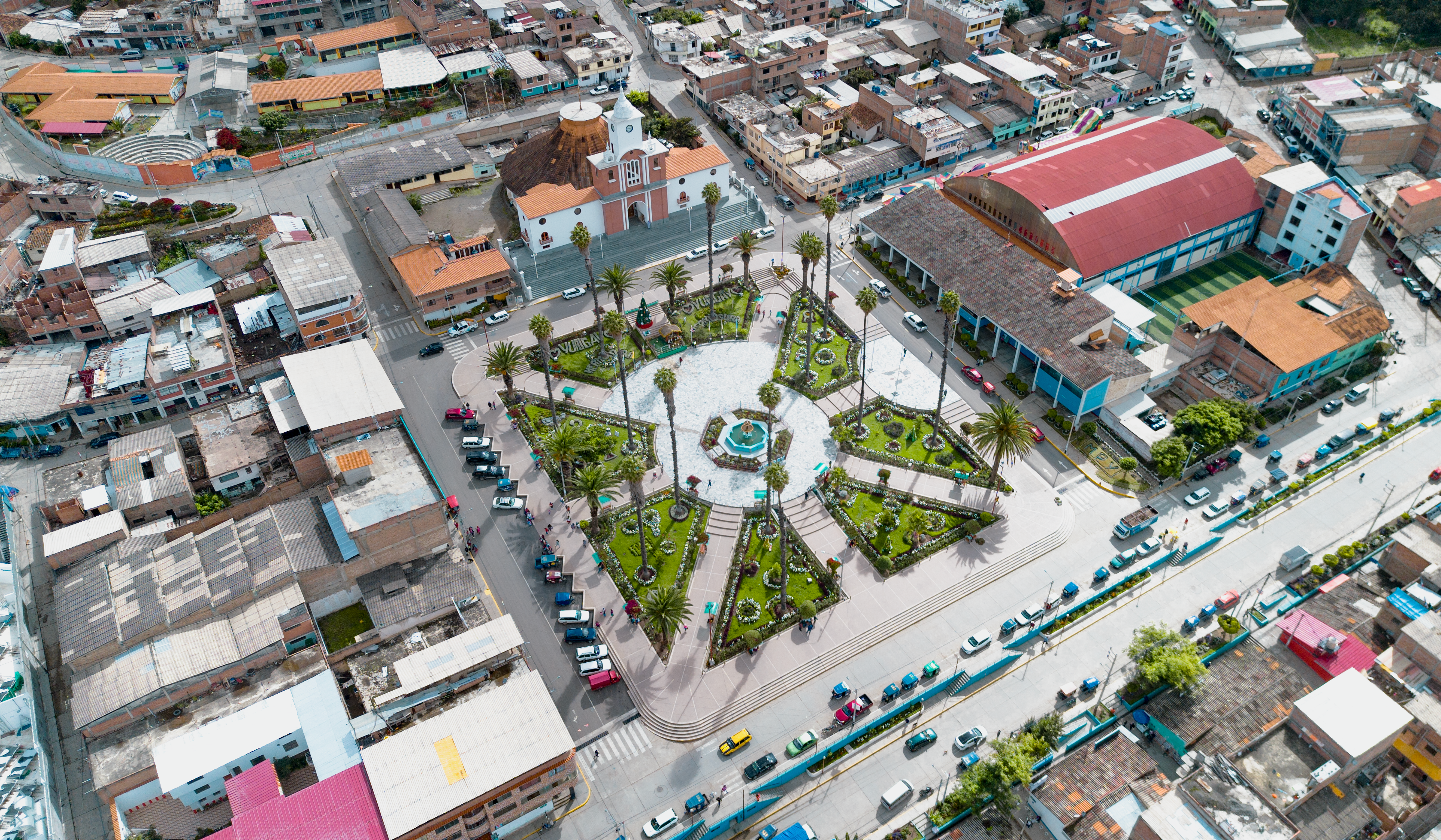
Plaza de Yungay desde 1970.

La ciudad actual fue erigida en base al campamento de damnificados que el gobierno peruano y la ayuda internacional construyeron en junio de 1970, a un kilómetro de la ciudad sepultada. En 1971, luego de que el área de la tragedia sea declarada como zona intangible y como Campo Santo, se lotizaron y donaron los terrenos del campamento a las casi 300 personas sobrevivientes.